# Giro di Puglia 1998
Il Giro di Puglia 1998, venticinquesima edizione della corsa, si svolse dal 29 settembre al 2 ottobre 1998 su un percorso totale di 720 km, ripartiti su 4 tappe. La vittoria fu appannaggio dello svedese Glenn Magnusson, che completò il percorso in 17h54'55", precedendo l'italiano Massimo Donati e l'estone Jaan Kirsipuu.

## Tappe
| Tappa  | Data         | Percorso                       | km  | Vincitore di tappa | Leader cl. generale |
| ------ | ------------ | ------------------------------ | --- | ------------------ | ------------------- |
| 1ª     | 29 settembre | Manfredonia > Cerignola        | 175 | Jaan Kirsipuu      | Jaan Kirsipuu       |
| 2ª     | 30 settembre | Trani > Alberobello            | 162 | Massimo Donati     | Jaan Kirsipuu       |
| 3ª     | 1º ottobre   | Ostuni > Castro Marina         | 211 | Jaan Kirsipuu      | Jaan Kirsipuu       |
| 4ª     | 2 ottobre    | Porto Cesareo > Martina Franca | 172 | Glenn Magnusson    | Glenn Magnusson     |
| Totale | Totale       | Totale                         | 720 |                    |                     |

## Dettagli delle tappe

### 1ª tappa
- 29 settembre: Manfredonia > Cerignola – 175 km

Risultati
| Pos. | Corridore         | Squadra     | Tempo    |
| ---- | ----------------- | ----------- | -------- |
| 1    | Jaan Kirsipuu     | Casino-Ag2r | 4h39'03" |
| 2    | Silvio Martinello | Team Polti  | s.t.     |
| 3    | Tayeb Braikia     | Acceptcard  | s.t.     |

| Pos. | Corridore     | Squadra     | Tempo |
| ---- | ------------- | ----------- | ----- |
| 1    | Jaan Kirsipuu | Casino-Ag2r | ?     |

### 2ª tappa
- 30 settembre: Trani > Alberobello – 162 km

Risultati
| Pos. | Corridore       | Squadra      | Tempo    |
| ---- | --------------- | ------------ | -------- |
| 1    | Massimo Donati  | Saeco-C.     | 3h56'06" |
| 2    | Fabio Baldato   | Riso Scotti  | s.t.     |
| 3    | Glenn Magnusson | Amore & Vita | s.t.     |

### 3ª tappa
- 1º ottobre: Ostuni > Castro Marina – 211 km

Risultati
| Pos. | Corridore       | Squadra      | Tempo    |
| ---- | --------------- | ------------ | -------- |
| 1    | Jaan Kirsipuu   | Casino-Ag2r  | 5h04'12" |
| 2    | Glenn Magnusson | Amore & Vita | s.t.     |
| 3    | Pedro Lopes     | LA Alumínios | s.t.     |

### 4ª tappa
- 2 ottobre: Porto Cesareo > Martina Franca – 172 km

Risultati
| Pos. | Corridore       | Squadra      | Tempo    |
| ---- | --------------- | ------------ | -------- |
| 1    | Glenn Magnusson | Amore & Vita | 4h15'38" |
| 2    | Massimo Donati  | Saeco-C.     | a 2"     |
| 3    | Paolo Valoti    | Cantina T.   | a 4"     |

## Classifiche finali

### Classifica generale
| Pos. | Corridore         | Squadra                        | Tempo     |
| ---- | ----------------- | ------------------------------ | --------- |
| 1    | Glenn Magnusson   | Amore & Vita-Forzarcore        | 17h54'55" |
| 2    | Massimo Donati    | Saeco-Cannondale               | a 1"      |
| 3    | Jaan Kirsipuu     | Casino-Ag2r                    | a 4"      |
| 4    | Paolo Valoti      | Cantina Tollo-Alexia Alluminio | ?         |
| 5    | Silvio Martinello | Team Polti                     | ?         |
| 6    | Fabio Baldato     | Riso Scotti-Vinavil            | ?         |
| 7    | Tayeb Braikia     | Acceptcard                     | ?         |
| 8    | Pedro Lopes       | LA Alumínios                   | ?         |
| 9    | Adriano Baffi     | Ballan                         | ?         |
| 10   | Stefano Checchin  | Mercatone Uno-Bianchi          | ?         |